# Чемпіонат України з легкої атлетики в приміщенні серед молоді 2020
Чемпіонат України з легкої атлетики в приміщенні серед молоді 2020 був проведений з 20 по 22 лютого в легкоатлетичному манежі Сумського державного університету.
Медалі були розіграні серед спортсменів у віці до 23 років, які змагались разом з дорослими спортсменами, що визначали переможців в межах власної першості.

## Чемпіони
| 60 метрів                        | Ерік Костриця Волинська область                                                    | 6,69 PB                                    | Вікторія Ратнікова Запорізька область                                     | 7,21 PB     |
| 200 метрів                       | Кирило Приходько Донецька область                                                  | 21,65 PB                                   | Тетяна Кайсен Дніпропетровська область                                    | 24,48       |
| 400 метрів                       | Олександр Погорілко Сумська область                                                | 47,78 PB                                   | Тетяна Безшийко Черкаська область                                         | 55,12 PB    |
| 800 метрів                       | Олег Миронець Чернівецька область                                                  | 1.50,04 SB                                 | Світлана Жульжик Рівненська область                                       | 2.07,63     |
| 1500 метрів                      | Артем Алфімов Донецька область                                                     | 3.47,74 PB                                 | Вікторія Ковба Київ                                                       | 4.30,17 PB  |
| 3000 метрів                      | Андрій Краковецький Вінницька область                                              | 3.50,99 SB                                 | Вікторія Ковба Київ                                                       | 9.34,98 PB  |
| 60 метрів з бар'єрами (84 см)    |                                                                                    | Анастасія Осокіна Дніпропетровська область | 8,64                                                                      |             |
| 60 метрів з бар'єрами (106,7 см) | Олексій Овчаренко Харківська область                                               | 7,98                                       |                                                                           |             |
| 3000 метрів з перешкодами        | Владислав Мартинюк Хмельницька область                                             | 9.04,57 PB                                 | Ярослава Ястреб Київська область                                          | 10.14,35 PB |
| 4×400 метрів                     | Сумська область Олексій Сергієнко Євген Швець Ярослав Демченко Олександр Погорілко | 3.19,11                                    | Сумська область Вікторія Луніка Ірина Коваль Дарина Маслюк Анна Цибульник | 4.03,50     |
| Стрибки у висоту                 | Дмитро Нікітін Житомирська область                                                 | 2,15                                       | Ярослава Магучіх Дніпропетровська область                                 | 2,01        |
| Стрибки з жердиною               | Єгор Абрамов Донецька область                                                      | 5,30 PB                                    | Бусра Пексірін Туреччина                                                  | 3,90 SB     |
| Стрибки у довжину                | Андрій Авраменко Київ                                                              | 7,58                                       | Дар'я Діханова Харківська область                                         | 6,12 PB     |
| Потрійний стрибок                | Андрій Авраменко Київ                                                              | 15,35                                      | Анна Костенко Дніпропетровська область                                    | 12,65       |
| Штовхання ядра (4 кг)            |                                                                                    | Тетяна Кравченко Київська область          | 16,12 PB                                                                  |             |
| Штовхання ядра (7,26 кг)         | Віктор Климук Київська область                                                     | 18,16 PB                                   |                                                                           |             |
| П'ятиборство                     |                                                                                    | Аліна Шух Київська область                 | 4503                                                                      |             |
| Семиборство                      | Ярослав Богдан Київська область                                                    | 5278                                       |                                                                           |             |

## Онлайн-трансляція
Легка атлетика України здійснювала вебтрансляцію чемпіонату на власному YouTube-каналі.
- День 1 (ранкова сесія) на YouTube
- День 1 (вечірня сесія) на YouTube
- День 2 (ранкова сесія) на YouTube
- День 2 (вечірня сесія) на YouTube
- День 3 на YouTube